# Calico Bush
Calico Bush ist eine mit einem Newbery Honor Award ausgezeichnete illustrierte Kindergeschichte von Rachel Field. Das Buch erschien 1931 und gilt vielen als Fields bestes Buch. Auf Deutsch erschien das Buch in der Übertragung durch Birgitta Kicherer 1971 als Der Maibaum der Indianer. Kalikobusch und erneut 2005 unter dem Titel Marguerite und der Indianer.

## Handlung
Calico Bush ist eine Geschichte vor historischem Hintergrund, deren Handlung an der Küste von Maine in der Zeit der Pioniere spielt. Sie erzählt die Geschichte von Marguerite, einer jungen französischen Waise, die bei einer Familie als indentured servant (Vertragsknechtschaft, Indentur) ein Auskommen findet. Häufig gibt es Rückblenden, die Episoden aus ihrem Leben in Frankreich oder von der Reise nach Amerika erzählen.
Das Buch ist in vier Kapitel geteilt, die nach den Jahreszeiten benannt sind. Es beginnt Am Sommeranfang mit der Anreise auf einem Segelschiff, die eine englische Familie auf ihr neuerworbenes Grundstück in Maine bringt. Die Familie findet das Anwesen allerdings abgebrannt vor und wird vom Kapitän des Schiffes mehrfach vor den Indianern („Injuns“) gewarnt. Die Ankunft erregt Aufmerksamkeit bei den benachbarten Siedlern, die gerne hilfreich zur Seite stehen. Nach der Abreise des Schiffes ist die Familie dennoch weitgehend auf sich allein gestellt, da die anderen Gehöfte oft in Entfernung einiger Wegstunden liegen. Das nächste Anwesen ist die Farm von Seth und Ethan Jordan auf einer vorgelagerten Insel. Dort wohnt die „Tante“ Hepsa Jordan, die aufgrund ihrer freundlichen Art und Unabhängigkeit gegenüber Vorurteilen eine wichtige Unterstützung für die Waise wird.
„Maggie“, wie das Mädchen von der Familie auf Englisch genannt wird, ist hauptsächlich als Kindermädchen angestellt und versorgt drei Kleinkinder. Mit ihnen erlebt sie einige Abenteuer. Sie begegnen einem Bären und Indianern, und Marguerite vollbringt mehrfach übermenschliches – unter anderem, als in einer kalten Winternacht die kleine Debby schwere Verbrennungen erleidet, an denen sie leider trotzdem stirbt.
Aufgrund ihres Mutes löst die Familie im folgenden Frühling den Vertrag auf und Marguerite ist frei, hat jedoch bei der Familie eine Heimat gefunden, so dass sie dort bleibt.
Wiederkehrende Motive sind das Delectable Mountains Quilt Pattern und ein Volkslied über den Berglorbeer.

## Entstehung
Field verbrachte 1920 ihre Sommerfrische auf Sutton Island, einer der Cranberry Isles von Maine.
Margaret Lane vermutet, dass die „Inspiration für ‹Calico bush› aus der Geschichte von Marguerite La Croix entstand, die mit ihrem Mann, John Stanley, 1767 von Marblehead dorthin gezogen war [...] und die ersten dauerhaften Bewohner von Little cranberry Island gewesen waren. Wenig nördlich von the Head lagen ihre Herdsteine noch immer im Feld und sie sind bei Maypole Point begraben.“ Demnach nutzte Field nur Anleihen aus der Geschichte von Marguerite La Croix.
Der Calico Bush ist eine Pflanze aus der Gattung der Lorbeerrosen, die im Osten der Vereinigten Staaten bis nach Maine vorkommt.
Die Originalausgabe wurde illustriert mit Holzschnitten von Allen Lewis.

## Rezeption
Das Buch erhielt 1932 einen Newbery Honor Award und wurde auch von anderen Kritikern sehr gut aufgenommen. Das Magazin Saturday Review nannte es „ein wirklich gutes Buch, einfach in der Erzählung, nahrhaft, ernst“ The New York Times urteilte: „Erwachsene Leser genauso wie Jungen und Mädchen werden Rachel Field für dieses feine und mitreißende Märchen dankbar sein.“
Auch noch Jahrzehnte später war das Buch hoch angesehen. Die Expertin für Kinderliteratur May Hill Arbuthnot bezeichnete Calico Bush als „ungewöhnlich stark“. Es sei ein „Modell für solide historische Fiktion. Das Bild der Zeit und der Menschen ist nicht nur authentisch, sondern auch ungewöhnlich ausbalanciert.“